# リホーム熊本
株式会社リホーム熊本（リホームくまもと）は、熊本県熊本市東区に本拠を置く、日本の住宅リフォームに特化した企業。リフォームの定価制を確立。オリジナルブランドである家一棟まるごとリフォーム『まるで新築くん』などの商品がある。

## 概要
1987年、清水彰彦により創業される。同社が発足した当時は、まだ「リフォーム」という言葉や概念がなかった時代で、社名の「リ・ホーム熊本」には、創業者の「家を直すのではなく、家族や暮らし方を変える手伝いがしたい」とする思いが込められた。設立後5年ほどで、リフォームのパッケージ化が図られ、全国に先駆け、定価制を確立。建て替えよりも短期間・低コストで新築と変わらない仕上がりを実現するパックリフォーム商品である『まるで新築くん』（30坪標準価格=税込575万円）をブランド化した。社内に住宅ローンプラザを併設。住宅ローンアドバイザーやファイナンシャルプランナーを常駐させ、幅広い視点からのカウンセリングを行うなど新しいビジネスモデルを確立することで業績を伸ばす。月間約100件の増改築を手掛ける。企業理念の一つに「環境社会への貢献」を謳っている。
営業、設計、工務が3-4名1チームで担当。工務が自社職人を直接管理する自社施工を特徴とする。同社の受注の内、約70%が過去の顧客のリピーターであるが、こうした高リピート率は同社のスタッフがその日の提案や施工のために顧客を訪問する際に、ついでにその周辺地域の過去の顧客宅を1日平均5件訪問し、過去に施工した工事個所の点検や困りごとの聞き取りをヒヤリングするという方針により実現された。これは、同社が最初の工事で100%顧客を満足させることは難しく、それを100%に近づけるものが「ついで訪問」だとする考えに基づく。訪問の際の聞き取りの内容は社員全員で共有するシステムを採用し、担当を決めずともどの顧客に対しても不満を解消するための同様のサービスを常に提供できるとしている。
2018年のリフォーム実績は987棟。「TOTOリモデルコンテスト」では、熊本県で11年連続1位を獲得。リフォーム業としては熊本県内ではトップクラスの売上げを誇っている。

### 熊本地震での対応
熊本地震時には被災者からの修理・修復依頼に対しては、地盤沈下による建物の傾斜など施工できない物件以外は、一切断らない方針をとった。被災後、約1100件の依頼があり、2016年末には700件を消化。雨漏りなど緊急性の高い修理を優先させた。
2018年1月14日、被災した動植物園の復旧・復興に貢献し大西一史熊本市長より感謝状を贈られる。

## 沿革・受賞歴
- 1987年（昭和62年） - ハウスメーカーに9年間勤務した[7] 清水彰彦により創業。
- 1988年（昭和63年） - 熊本市東区にリフォーム専門店としてかずや住宅産業を設立[4]。
- 2003年(平成15年) - 株式会社リ・ホーム熊本に社名変更。
- 2010年(平成22年) - 2010年3月期決算の売上げを4億8418万円とする[2]。
- 2013年(平成25年) 
  - 2月、TDY（TOTO、大建工業、YKK）リモデルクラブコンテスト九州エリア 熊本ブロック TOTO総合部門最優秀賞、九州エリア TOTO総合部門（ヘビー級）優秀賞、全国コンテスト DAIKEN床材部門優秀賞、九州エリア DAIKEN部門優秀賞、九州エリア グリーンリモデル ゾーン別提案部門優秀賞受賞[13]。
  - 9月、TOTOシステムキッチン「クラッソ」全国グランプリ総販売数部門優秀賞受賞[13]。
- 2014年(平成26年) 
  - 2月、TDYリモデルクラブコンテスト九州エリア 熊本ブロック TOTO総合部門最優秀賞、九州エリア TOTO総合部門（ヘビー級）優秀賞、九州エリア　DAIKEN部門優秀賞、九州エリア グリーンリモデルゾーン別提案部門優秀賞、作品賞 ブロック別部門奨励賞受賞。
  - 11月、日本住宅リフォーム産業協会 ジェルコセールスコンテスト・デザインコンテスト審査員賞受賞[13]。
- 2015年(平成27年) - 2月、TDYリモデルクラブコンテスト九州エリア 熊本ブロック TOTO総合部門最優秀賞、TOTOバスルーム部門最優秀賞、DAIKEN部門優秀賞受賞[13]。
- 2016年(平成28年)
  - TDYリモデルクラブコンテスト2016全国5位、その他の部門でも最優秀賞・優秀賞を受賞。
  - 11月、日本住宅リフォーム産業協会 ジェルコセールスコンテスト・デザインコンテスト九州支部優秀賞受賞（猫と暮らす家）[13]。
- 2017年(平成29年) - TOTOリモデルクラブ九州支社『リモデルセールコンテスト2017』で九州初のNo.1、10年連続の熊本県No.1、全国で総合部門4位獲得。
- 2018年(平成30年) 
  - リフォーム実績を987棟とする。「TOTOリモデルコンテスト」では、熊本県で11年連続1位、全国総合獲得ポイント部門では全国5位を獲得[12]。
  - タカラスタンダード『家事らくリフォーム作品コンテスト2018』浴室＆サニタリー部門、キッチン＆リビング部門地区最優秀賞受賞[13]。
- 2019年（平成31年、令和元年）
  - 2月21日、TDYリモデルセールコンテスト2018 全国総合4位・九州1位[13]。
  - 株式会社リホーム熊本に社名変更。シアーズホームグループの傘下となる。
  - 「住宅リフォーム売上ランキング 2019」（リフォーム産業新聞）にてリフォーム売上げ11.8億円、順位168位で「BEST800社」に選ばれる[3]。
  - 12月1日、タカラスタンダード『家事らくリフォーム作品コンテスト2019』浴室＆サニタリー部門、キッチン＆リビング部門地区最優秀賞受賞[13]。
- 2021年（令和3年） - 4月1日、野中幹広が代表取締役に、清水彰彦は相談役に就任[14]。

[その他 より]

## 主な取引先
- TOTO
- タカラスタンダード
- LIXIL
- パナソニック
- トクラス
- クリナップ
- トーヨーキッチンスタイル
- YKK AP
- DAIKEN（大建工業）
- EIDAI
- 長府製作所
- 長府工産

[ より]

## 加盟団体
- 一般法人 日本住宅リフォーム産業協会(JERCO)正会員
- NPO法人 九州あんしんリフォームネットワーク(熊本県支部)

### 登録
- 株式会社日本住宅保証検査機構（JIO）（熊本県のリフォーム会社での登録第1号）
- リフォーム支援ネット「リフォネット」
- 防衛弘済会
- 九州電力(オール電化委託指定店)
- TOTOリモデルクラブ
- タカラスタンダード 九州タカラパートナー会中九州支部長
- LIXILリフォームネット
- パナソニック住まいのパートナーズ
- トクラスリフォームクラブ
- ホームプロ
- リフォーム評価ナビ
- 環境省『チャレンジ25キャンペーン』チャレンジャー (熊本県のリフォーム会社で登録第一号)
- 熊本市『市電 緑のじゅうたん』 オフィシャルサポーター

[ より]